# Dingras
Dingras (Bayan ng Dingras) är en kommun i Filippinerna. Kommunen ligger på ön Luzon, och tillhör provinsen Norra Ilocos. Folkmängden uppgår till 33 310 invånare.

## Barangayer
Dingras är indelat i 31 barangayer.
| - Albano (Pob.) - Bacsil - Bagut - Parado (Bangay) - Baresbes - Barong - Bungcag - Cali - Capasan - Dancel (Pob.) - Foz | - Guerrero (Pob.) - Lanas - Lumbad - Madamba (Pob.) - Mandaloque - Medina - Ver (Naglayaan) - San Marcelino (Padong) - Puruganan (Pob.) - Peralta (Pob.) | - Root (Baldias) - Sagpatan - Saludares - San Esteban - Espiritu - Sulquiano (Sidiran) - San Francisco (Surrate) - Suyo - San Marcos - Elizabeth |